# Al-Dshayra
al-Dshayra (arabiska: الدشيرة; spanska: Edchera; franska: Dcheira) är en ort i den av Marocko kontrollerade delen av det omstridda området Västsahara.
Enligt Marockos administrativa indelning tillhör orten en landskommun med samma namn i provinsen El-Aaiún. Denna kommun hade 509 invånare enligt Marockos folkräkning 2014.